# Stanko Cajnkar

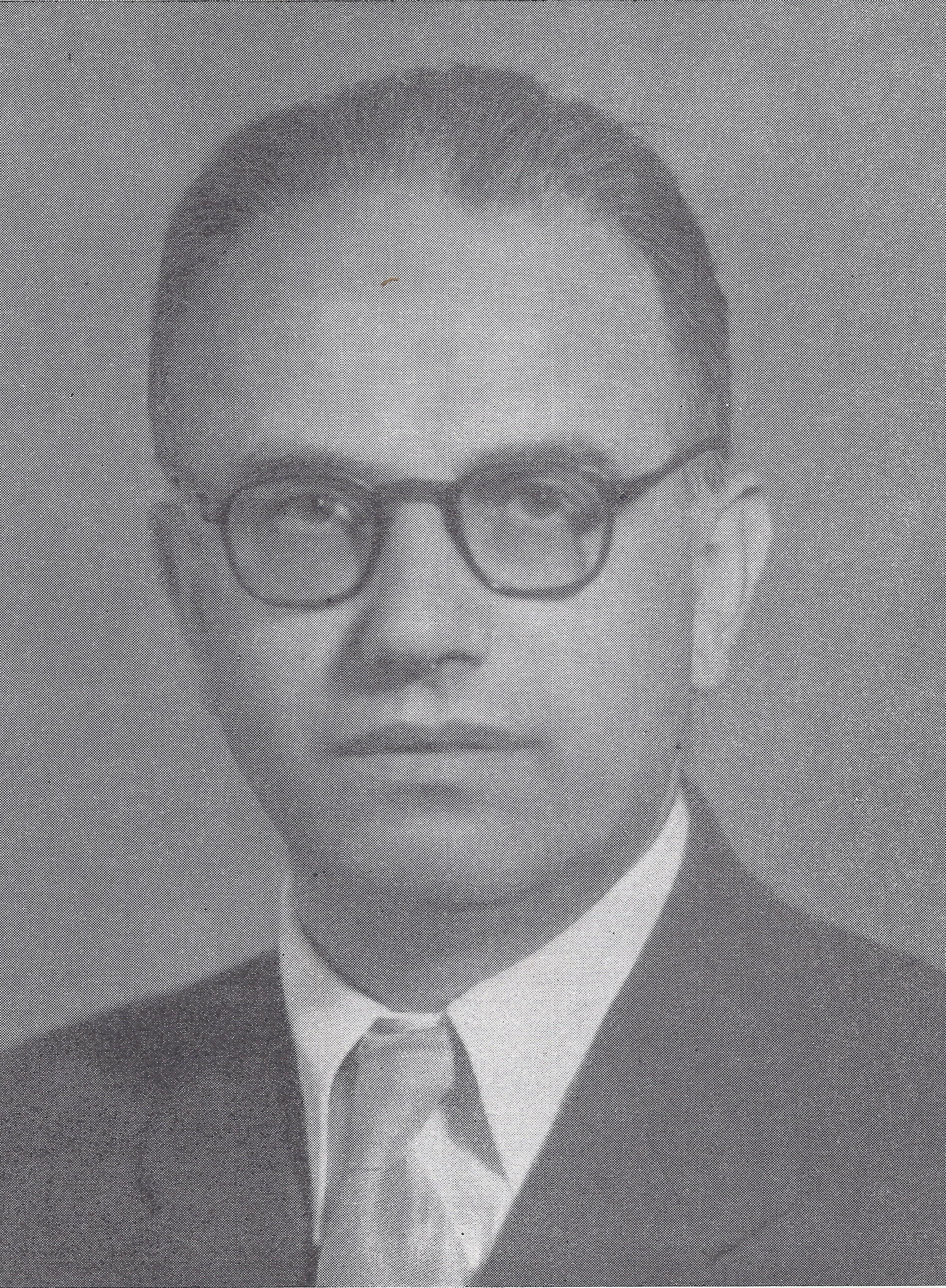
Stanko Cajnkar (1966)

Stanko Cajnkar (Savci pri Ormožu, 25 april 1900 – Ljubljana, 17 januari 1977) was een Sloveens schrijver en theoloog. Na het gymnasium studeerde hij theologie in Maribor (tot 1925) en vervolgde deze studie nog twee jaar in Parijs. Na in 1938 gepromoveerd te zijn in Ljubljana, was hij leraar in Maribor en Ptuj. In 1941 werd hij door de Duitse bezetter verdreven en was hij van 1941 tot 1944 kapelaan in het door de Italianen bezette West-Sloveense Košana in de Karst. Het einde van de oorlog wachtte hij af in bevrijd gebied; na de oorlog werd Cajnkar afgevaardigde in het federale parlement van Joegoslavië en lid van de commissie voor religieuze vraagstukken. Zijn literaire werk omvat proza en drama en houdt zich vooral bezig met de confrontatie tussen religieuze overtuiging en de moderne wereld. 

## Werk
- V planinah (In de bergen), 1940
- Razgovori (Besprekingen), 1942
- Noetova Barka (De Ark van Noah), 1945
- Po vrnitvi (Na de terugkeer), 1947
- Križnarjevi (De Križnars), 1952
- Sloven iz Petovije (Sloven uit Petovija), 1955

- International Standard Name Identifier: 0000 0001 0971 1309
- Library of Congress Control Number: no93015527
- Nationale Bibliotheek van Tsjechië: js20211111842
- Virtual International Authority File: 51260421
- WorldCat: E39PBJqqxpPdgFYxbQH6YrQXh3